# Settimio Todisco
Settimio Todisco (Brindisi, 10 de mayo de 1924-Ostuni, 26 de marzo de 2025) fue un prelado católico italiano. Se desempeñó como obispo titular de Bigastro entre 1969 y 1975, y como arzobispo de Bríndisi-Ostuni desde 1975 hasta 2000.

## Biografía
Todisco realizó sus estudios primero en el seminario diocesano de Ostuni y luego en el Pontificio Seminario Regional de Puglia Pío XI en Molfetta. Fue ordenado sacerdote el 27 de julio de 1947, en la Concatedral de Ostuni, por el arzobispo metropolitano de Brindisi Francesco de Filippis.
Comenzó su ministerio como profesor y vicerrector del seminario de Ostuni. Al mismo tiempo enseñaba religión en las clases del instituto y era vicario parroquial de la catedral de Ostuni.
En octubre de 1950 fue trasladado, con el nombramiento de rector del seminario, a la sede renovada de Brindisi, regresando a su ciudad natal. En esos años colaboró con la Federación Universitaria Católica Italiana (FUCI) y con el instituto de formación de profesores de Brindisi.
En junio de 1957, el arzobispo Nicola Margiotta lo llamó a Ostuni, nombrándolo canónigo teólogo, prefecto de la curia, delegado episcopal para la Acción Católica y asistente del Movimiento Laureati.
En 1962 se le confió el cargo de vicario general y, al año siguiente, recibió el nombramiento papal de protonotario apostólico. Fue arcipreste del cabildo catedralicio, profesor de religión en el liceo clásico y miembro del consejo del Instituto Pastoral Apuliano.
El 15 de diciembre de 1969 fue elegido obispo titular de Bigastro y administrador apostólico sede plena de las diócesis de Molfetta, Giovinazzo y Terlizzi.
El 15 de febrero de 1970 recibió la consagración episcopal en la catedral de Ostuni de manos del cardenal Corrado Ursi, siendo co-consagrantes el arzobispo Nicola Margiotta y el obispo Achille Salvucci.
El 24 de mayo de 1975 fue promovido a arzobispo de la sede metropolitana de Brindisi. Durante su episcopado se realizó la unificación de la diócesis de Ostuni y la arquidiócesis metropolitana de Brindisi. Fue el último arzobispo de Brindisi que recibió el palio sagrado.
El 5 de febrero de 2000 fue nombrado arzobispo emérito al alcanzar el límite de edad.
Murió en Ostuni el 26 de marzo de 2025, a la edad de 100 años.